# Pehelyrécék
A pehelyrécék (Somaterini) a madarak osztályának lúdalakúak (Anseriformes) rendjébe, a récefélék (Anatidae) családjába, azon belül a réceformák (Anatinae) alcsaládjába tartozó nemzetség.

## Rendszerezés
A nemzetségébe 2 nem és 4 faj tartozik
- Polysticta (Eyton, 1836) – kis pehelyrécék, 1 faj.
  - Steller-pehelyréce (Polysticta stelleri)
- Somateria (Leach, 1819) – valódi pehelyrécék, 3 faj.
  - pehelyréce (Somateria mollissima)
  - cifra pehelyréce (Somateria spectabilis)
  - pápaszemes pehelyréce (Somateria fischeri)

Nem minden taxonómus ismeri el, mint különálló nemzetséget, többen a közeli rokon tengeri récék és bukók (Mergini) nemzetségébe sorolják ezt a négy fajt is.